# 尼古拉斯·霍克斯穆尔
尼古拉斯·霍克斯穆尔（1661年—1736年3月25日）是一位英国建筑师，17世纪晚期到18世纪早期英格兰巴洛克建筑风格的代表人物。